# 122 Velorum
122 Velorum (K Velorum) é uma estrela na direção da Vela. Possui uma ascensão reta de 09h 18m 05.89s e uma declinação de −51° 03′ 03.2″. Sua magnitude aparente é igual a 5.26. Considerando sua distância de 431 anos-luz em relação à Terra, sua magnitude absoluta é igual a −0.34. Pertence à classe espectral B7/B8III.